# 2007년 UEFA 인터토토컵
2007년 UEFA 인터토토컵은 UEFA가 주관하는 13번째 대회이자 끝에서 두 번째 대회이다. 이번 대회에는 50개 팀이 참가하였다. 3회전으로 이루어졌고, 11개 팀이 UEFA컵의 2차 예선에 진출하였다. 대진은 2007년 4월 23일에 UEFA 본부가 있는 스위스 니옹에서 진행되었다. UEFA컵에 진출한 11개 팀의 우승 팀 가운데 가장 좋은 성적을 기록한 팀은 독일의 함부르크 SV이다.

## 1회전
1차전은 6월 23일과 6월 24일에 열렸고, 2차전은 6월 30일과 7월 1일에 열렸다.
| 팀 1                  | 합계             | 팀 2                | 1차전            | 2차전            |
| 남부-지중해 지역      | 남부-지중해 지역 | 남부-지중해 지역    | 남부-지중해 지역 | 남부-지중해 지역 |
| --------------------- | ---------------- | ------------------- | ---------------- | ---------------- |
| 글로리아 비스트리차1  | 3-2              | 그르발리            | 2-1              | 1-12             |
| NK 자그레브           | 2-2(a)           | 블라즈니아 슈코더르 | 2-1              | 0-1              |
| 에트니코스 아크나     | 1-2              | FK 마케도니아       | 1-0              | 0-23             |
| 비르키르카라          | 1-5              | NK 마리보르         | 0-3              | 1-2              |
| 산줄리아1             | 4-6              | 슬라비아 사라예보   | 2-3              | 2-34             |
| 중부-동부 지역        |                  |                     |                  |                  |
| 토볼 코스타나이       | 3-2              | 제스타포니          | 3-0              | 0-2              |
| 샤흐타르 솔리고르스크 | 4-3              | 아라라트 예레반     | 4-1              | 0-2              |
| FK 바쿠               | 2-2(1-3p)        | 다키아 키시너우     | 1-1              | 1-1              |
| 디페르당주 03         | 0-5              | 슬로반 브라티슬라바 | 0-2              | 0-3              |
| 북부 지역             |                  |                     |                  |                  |
| 클리프턴빌            | 2-1              | 디나부르그          | 1-15             | 1-0              |
| 함마르비              | 3-1              | KI 클락스비크       | 1-06             | 2-1              |
| FC 홍카               | 4-2              | TVMK 탈린           | 0-0              | 4-2              |
| 발루르                | 1-2              | 코크 시티           | 0-2              | 1-0              |
| FK 베트라             | (a)6-6           | 흘라네흘리          | 3-1              | 3-57             |

1 스코틀랜드와 노르웨이의 기권으로 남은 자리는 루마니아와 안도라에게 돌아갔다. 

2 이 경기는 포드고리차의 스타디온 포드 고리촘에서 열렸다. (그르발리의 홈구장이 UEFA 기준에 맞지 않음) 

3 이 경기는 스코페의 스코페 시립경기장에서 열렸다. (마케도니아의 홈구장이 UEFA 기준에 맞지 않음) 

4 이 경기는 사라예보의 코제보 경기장에서 열렸다. (슬라비아의 홈구장이 UEFA 기준에 맞지 않음) 

5 이 경기는 벨파스트의 윈저 파크에서 열렸다. (클리프턴빌의 홈구장이 UEFA 기준에 맞지 않음) 

6 이 경기는 솔나의 로순다 스타디온에서 열렸다. (함마르비의 홈구장이 UEFA 기준에 맞지 않음) 

7 이 경기는 카마던의 리치먼드 파크에서 열렸다. (흘라네흘리의 홈구장이 UEFA 기준에 맞지 않음)

## 2회전
1차전은 7월 7일과 7월 8일에 열렸고, 2차전은 7월 14일과 7월 15일에 열렸다.
| 팀 1                | 합계             | 팀 2                  | 1차전            | 2차전            |
| 남부-지중해 지역    | 남부-지중해 지역 | 남부-지중해 지역      | 남부-지중해 지역 | 남부-지중해 지역 |
| ------------------- | ---------------- | --------------------- | ---------------- | ---------------- |
| 슬라비아 사라예보   | 0-3              | 오첼룰 갈라치         | 0-01             | 0-3              |
| FK 마케도니아       | 0-7              | 체르노 모레 바르나    | 0-42             | 0-33             |
| NK 마리보르         | 2-5              | 하이두크 쿨라         | 2-0              | 0-54             |
| 트라브존스포르      | 10-0             | 블라즈니아 슈코더르   | 6-0              | 4-0              |
| 마카비 하이파       | 2-2(2-3p)        | 글로리아 비스트리차   | 0-2              | 2-0(연장)        |
| 중부-동부 지역      |                  |                       |                  |                  |
| 다키아 키시너우     | (3-0p)1-1        | 장크트갈렌            | 0-1              | 1-0(연장)        |
| 절러에게르세그      | 0-5              | 루빈 카잔             | 0-3              | 0-2              |
| 라피트 빈           | 3-2              | 슬로반 브라티슬라바   | 3-1              | 0-1              |
| 초르노모레츠 오데사 | 6-2              | 샤흐타르 솔리고르스크 | 4-2              | 2-0              |
| 토볼 코스타나이     | 3-1              | 슬로반 리베레츠       | 1-1              | 2-0              |
| 북부 지역           |                  |                       |                  |                  |
| FC 홍카             | 3-3(a)           | 올보르 BK             | 2-25             | 1-1              |
| FK 베트라           | 3-06             | 레기아 바르샤바       | 3-0(부전승)      | 부전승           |
| KAA 겐트            | 6-0              | 클리프턴빌            | 2-0              | 4-07             |
| 코크 시티           | 1-2              | 함마르비              | 1-1              | 0-18             |

1 이 경기는 사라예보의 코제보 경기장에서 열렸다. (슬라비아의 홈구장이 UEFA 기준에 맞지 않음) 

2 이 경기는 스코페의 스코페 시립경기장에서 열렸다. (마케도니아의 홈구장이 UEFA 기준에 맞지 않음) 

3 이 경기는 부르가스의 나프텍스 경기장에서 열렸다. (바르나의 홈구장이 UEFA 기준에 맞지 않음)

4 이 경기는 베오그라드의 스타디온 츠르베나 즈베즈다에서 열렸다. (하이두크 쿨라의 홈구장이 UEFA 기준에 맞지 않음)

5 이 경기는 반타의 포욜라 경기장에서 열렸다. (홍카의 홈구장이 UEFA 기준에 맞지 않음)

6 1차전 경기 때 레기아의 팬이 경기장에 난입하여 경기가 중단되어 베트라의 3-0 승리로 처리되었다. UEFA는 레기아를 인터토토컵에서 실격시켰고 레기아가 향후 5년 내에 유럽 대회에 진출할 경우 출전을 금지시켰다.

7 이 경기는 벨파스트의 윈저 파크에서 열렸다. (클리프턴빌의 홈구장이 UEFA 기준에 맞지 않음) 

8 이 경기는 솔나의 로순다 스타디온에서 열렸다. (함마르비의 홈구장이 UEFA 기준에 맞지 않음) 

## 3회전
1차전은 7월 21일에 열렸고, 2차전은 7월 28일에 열렸다. 여기서 승리하는 11개팀이 UEFA컵 2007-08의 2차 예선전에 진출하게 된다.
| 팀 1                | 합계             | 팀 2                | 1차전            | 2차전            |
| 남부-지중해 지역    | 남부-지중해 지역 | 남부-지중해 지역    | 남부-지중해 지역 | 남부-지중해 지역 |
| ------------------- | ---------------- | ------------------- | ---------------- | ---------------- |
| 하이두크 쿨라       | 2-4              | 레이리아            | 1-01             | 1-4(연장))       |
| 체르노 모레 바르나  | 0-2              | 삼프도리아          | 0-12             | 0-1              |
| 글로리아 비스트리차 | 2-2(a)           | 아틀레티코 마드리드 | 2-1              | 0-1              |
| 오첼룰 갈라치       | 4-2              | 트라브존스포르      | 2-1              | 2-1              |
| 중부-동부 지역      |                  |                     |                  |                  |
| 토볼 코스타나이     | 2-0              | OFI 크레타          | 1-0              | 1-0              |
| 다키아 키시너우     | 1-5              | 함부르크            | 1-1              | 0-4              |
| 초르노모레츠 오데사 | 1-3              | 랑스                | 0-0              | 1-3              |
| 라피트 빈           | 3-1              | 루빈 카잔           | 3-1              | 0-0              |
| 북부 지역           |                  |                     |                  |                  |
| FK 베트라           | 0-6              | 블랙번 로버스       | 0-2*             | 0-4              |
| 함마르비            | (a)1-1           | 위트레흐트          | 0-0*3            | 1-1**            |
| KAA 겐트            | 2-3              | 올보르 BK           | 1-1              | 1-2**            |

* 7월 22일에 열림 

** 7월 29일에 열림 

1 이 경기는 베오그라드의 스타디온 츠르베나 즈베즈다에서 열렸다. (하이두크 쿨라의 홈구장이 UEFA 기준에 맞지 않음)

2 이 경기는 부르가스의 나프텍스 경기장에서 열렸다. (바르나의 홈구장이 UEFA 기준에 맞지 않음)

3 이 경기는 솔나의 로순다 스타디온에서 열렸다. (함마르비의 홈구장이 UEFA 기준에 맞지 않음) 

## 같이 보기
- 2007-08년 UEFA 챔피언스리그
- 2007-08년 UEFA컵